# Ligue des champions de basket-ball
Pour les articles homonymes, voir BCL.
La Ligue des champions de basket-ball (Basketball Champions League), parfois abrégée en BCL, est une compétition annuelle de basket-ball masculin créée en 2016.
La création de cette compétition fait suite au conflit opposant la FIBA Europe à Euroleague Basketball, la société privée gérant l'EuroLigue et l'EuroCoupe, et traduit la volonté de la FIBA de reprendre en main l'élite du basket-ball européen.

## Création et adoption
La création de la Ligue des champions est le fruit du conflit entre la FIBA et l'Euroligue.
Le championnat d'Europe de basket-ball, nommé EuroLigue dès 1996, était la principale compétition de basket-ball européenne fondée et dirigée par FIBA Europe jusqu'en 2000. Au cours de l'année 2000, plusieurs grands clubs européens, regroupées au sein de l'Union des ligues européennes de basket-ball (ULEB), souhaitent plus de pouvoir sur les processus décisionnels et décident de faire scission en fondant leur propre compétition de basket-ball. Montée via la création d’une société avec les clubs concernées comme actionnaires, la nouvelle EuroLigue voit le jour en juillet 2000. Le nom EuroLeague n'ayant jamais été déposé par la FIBA, les droits sont repris par la nouvelle entité. De son côté, la FIBA essaie de contrer la démarche en réformant son tournoi qui prend le nom de Suproligue. Cependant, cette tentative ne dure qu'une saison et l'EuroLigue de l'ULEB s'impose comme la principale compétition européenne. Un accords entre la FIBA et l'ULEB est finalement trouvé en 2004, mais une certaine défiance continue entre les deux entités,.
En juin 2015, la FIBA souhaite, dans un premier temps, organiser une nouvelle compétition au deuxième échelon européen, mais qui concurrencerait l'EuroCoupe de basket-ball organisé par l'ULEB,. Le projet est désapprouvé par les clubs de l'ULEB qui décide de réformer l'EuroLigue de son côté. La compétition phare européenne devient alors une ligue semi-fermée à seize équipes, dont onze clubs désignés possèdent une licence permanente. Le nouveau format voit le jour malgré les menaces de sanctions de la FIBA. En novembre 2015, la FIBA décide de lancer son projet de compétition en créant la Basketball Champions League en tant que nouveau championnat principal en Europe. La compétition est possédée à part égal entre la FIBA et les ligues nationales de basket-ball. Contrairement au nouveau format de l'EuroLigue, la Ligue des champions de basket-ball se base sur un format dans lequel les clubs se qualifient à partir de leur championnat national respectif, privilégiant ainsi le mérite et les performances.

## Format
À l'instar des autres compétitions européennes, les matches de Ligue des champions se jouent le mardi et le mercredi soir, afin de ne pas déranger les calendriers nationaux.
La compétition regroupe cinquante-six équipes provenant de trente-et-un pays différents, ne participant ni à l'Euroligue ni à l'EuroCoupe. Des cinquante-six équipes engagées, seulement trente-deux participent à la saison régulière. Ainsi, vingt-quatre équipes sont directement qualifiées pour la saison régulière, les vingt-quatre autres disputent la phase de qualifications. Seize équipes disputent le premier tour des qualifications sous forme de rencontre aller-retour avec score cumulé contre une équipe tirée au sort. Huit autres formations entrent en lice lors du second tour et affrontent les huit vainqueurs du premier tour. Les huit équipes remportant le second tour sont qualifiées pour la saison régulière. Les trente-deux équipes engagées pour la saison régulière sont réparties en quatre groupes de huit et s'affrontent sous forme de matches aller-retour, pour un total de quatorze rencontre par équipe. Chaque victoire rapporte X points au classement de poule tandis que les défaites rapportent X. Les quatre premiers de chaque groupe à l'issue de la saison sont qualifiés pour les playoffs. Les équipes classées 5e et 6e sont reversées en FIBA Europe Cup, tandis que les équipes classées 7e et 8e sont éliminées. Lors des playoffs, les huitièmes de finale et quarts de finale se déroulent suivant le format aller-retour avec score cumulé. L'équipe ayant le meilleur classement à l'issue de la saison régulière reçoit systématiquement le match retour. Les quatre équipes remportant leur quart de finale se qualifient pour le Final Four.

## Palmarès
| 2017 | Adeje (Tenerife) | Iberostar Tenerife     | 63 – 59  | Bandırma Banvit       | AS Monaco               | 91 – 77 | Umana Reyer Venise       |
| 2018 | Athènes          | AEK Athènes            | 100 – 94 | AS Monaco             | CB Murcie               | 85 – 74 | MHP Riesen Ludwigsburg   |
| 2019 | Anvers           | Virtus Bologne         | 73 – 61  | Iberostar Tenerife    | Telenet Giants Antwerp  | 72 – 58 | Brose Baskets Bamberg    |
| 2020 | Athènes          | San Pablo Burgos       | 85 – 74  | AEK Athènes           | JDA Dijon               | 70 – 65 | Basket Saragosse 2002    |
| 2021 | Nijni Novgorod   | San Pablo Burgos (2)   | 64 – 59  | Pınar Karşıyaka İzmir | Casademont Saragosse    | 89 – 77 | SIG Strasbourg           |
| 2022 | Bilbao           | CB Lenovo Tenerife (2) | 98 – 87  | BAXI Manresa          | MHP Riesen Ludwigsbourg | 88 – 68 | Hapoël Unet-Credit Holon |
| 2023 | Malaga           | Telekom Baskets Bonn   | 77 – 70  | Hapoël Jérusalem      | CB Lenovo Tenerife      | 84 – 79 | Unicaja Málaga           |
| 2024 | Belgrade         | Unicaja Málaga         | 80 – 75  | CB Lenovo Tenerife    | UCAM Murcia             | 87 – 84 | Peristéri BC             |
| 2025 | Athènes          | Unicaja Málaga (2)     | 83 – 67  | Galatasaray SK        | AEK Athènes             | 77 – 73 | La Laguna Tenerife       |

## Bilan par club et par pays
| Rang | Club                    | Médaille d'or, Europe | Médaille d'argent, Europe | Médaille de bronze, Europe | Total |
| ---- | ----------------------- | --------------------- | ------------------------- | -------------------------- | ----- |
| 1    | CB Tenerife             | 2                     | 2                         | 1                          | 5     |
| 2    | San Pablo Burgos        | 2                     | 0                         | 0                          | 2     |
| 2    | Unicaja Málaga          | 2                     | 0                         | 0                          | 2     |
| 4    | AEK Athènes             | 1                     | 1                         | 1                          | 3     |
| 5    | Virtus Bologne          | 1                     | 0                         | 0                          | 1     |
| 5    | Telekom Baskets Bonn    | 1                     | 0                         | 0                          | 1     |
| 7    | AS Monaco               | 0                     | 1                         | 1                          | 2     |
| 8    | Bandırma Banvit         | 0                     | 1                         | 0                          | 1     |
| 8    | Pınar Karşıyaka İzmir   | 0                     | 1                         | 0                          | 1     |
| 8    | BAXI Manresa            | 0                     | 1                         | 0                          | 1     |
| 8    | Hapoël Jérusalem        | 0                     | 1                         | 0                          | 1     |
| 8    | Galatasaray SK          | 0                     | 1                         | 0                          | 1     |
| 13   | UCAM Murcia             | 0                     | 0                         | 2                          | 2     |
| 14   | Telenet Giants Antwerp  | 0                     | 0                         | 1                          | 1     |
| 14   | JDA Dijon               | 0                     | 0                         | 1                          | 1     |
| 14   | Casademont Saragosse    | 0                     | 0                         | 1                          | 1     |
| 14   | MHP Riesen Ludwigsbourg | 0                     | 0                         | 1                          | 1     |

| Rang | Pays      | Médaille d'or, Europe | Médaille d'argent, Europe | Médaille de bronze, Europe | Total |
| ---- | --------- | --------------------- | ------------------------- | -------------------------- | ----- |
| 1    | Espagne   | 6                     | 3                         | 4                          | 13    |
| 2    | Grèce     | 1                     | 1                         | 1                          | 3     |
| 3    | Allemagne | 1                     | 0                         | 1                          | 2     |
| 4    | Italie    | 1                     | 0                         | 0                          | 1     |
| 5    | Turquie   | 0                     | 3                         | 0                          | 3     |
| 6    | France    | 0                     | 1                         | 2                          | 3     |
| 7    | Israël    | 0                     | 1                         | 0                          | 1     |
| 8    | Belgique  | 0                     | 0                         | 1                          | 1     |

## Records
- Record d'affluence : 18 000 spectateurs lors de la finale le 6 mai 2018 entre l'AEK Athènes et l'AS Monaco[16].